# Celle Ligure
Celle Ligure (ligur nyelven Çelle) település Olaszországban, Liguria régióban, Savona megyében. Lakosainak száma 4873 fő (2023. január 1.). Celle Ligure Albisola Superiore, Stella és Varazze községekkel határos.

## Népesség
A település lakossága az elmúlt években az alábbi módon változott:
| Lakosok száma | 5200 | 5184 | 4873 |
|               | 2017 | 2018 | 2023 |